# Cipriano Alatorre Osuna
Cipriano Alatorre Osuna fue hombre de confianza de Jorge Carrillo Olea, lo conoció cuando éste llega a la jefatura de la sección segunda del Estado Mayor Presidencial y le confesó que elementos de esa corporación militar participaron como francotiradores el 2 de octubre. Cipriano Alatorre señaló a Carlos Humberto Bermúdez Dávila como responsable de administrar armas y municiones a grupos paramilitares en la Ciudad de México durante 1968.

## Trabajo policial
El 4 de enero de 1984 fue nombrado Director de Seguridad Pública de Guadalajara. Luego el 24 de febrero del mismo año, el gobernador Enrique Álvarez del Castillo lo nombra como Director General de la Policía Intermunicipal de Guadalajara. Esta institución aglutinó a los elementos policiales de Guadalajara, Zapopan, Tonala y Tlaquepaque. Fue asesinado el 17 de julio de 1987, en la ciudad de Guadalajara, cuando se dirigía al Banco, junto con su chofer Daniel Morales Saldivar, encontrado con veinte disparos en el cuerpo, y tirados en el Rancho el Jagüeicito en el municipio de Ixtahuacan del Río.

## Muerte a manos del narco
Se dice que el motivo de muerte se debe a la cacería en contra del hijo del narcotraficante "Don Neto" Ernesto Fonseca Carrillo, que falleció junto a su esposa cuando escapaban en un auto blindado. Este acontecimiento propició que el director general de la Policía Intermunicipal fuera llamado a la Ciudad de México por el alto mando de la SEDENA.